# 日産・フロンティア
フロンティア(FRONTIER)は、日産自動車の日本国外向けピックアップトラックであり、北米などで生産・販売されている。

## 概要
初代フロンティアは、D22型系 ダットサントラックの北米仕様であり、他の地域向けのD22型は、欧州向けが「ピックアップ」、大洋州およびイギリス向けがナバラ、南アフリカ向けが「ハードボディ」となる等、地域ごとに車種名が異なっている。
生産拠点は、アメリカの日産北米会社、ブラジルのルノー・アイルトン・セナ工場に併設された日産ブラジル自動車、タイのタイ日産 、スペインの日産モトール・イベリカ会社、中国・河南省の鄭州日産汽車公司のほか、大洋州、中東向けなどは日産車体が担当し、ダットサントラックの後継として、日産の主力車種の一翼を担っている。2012年からは三菱自動車工業との事業協力により、三菱のタイの工場でも生産が開始される予定である。
また、モータースポーツの分野でも、パリ・ダカールラリーをはじめとするラリーレイドや、スタジアムレースへの参戦が続けられている。

## 初代 D22型系（1997年 - 2004年）

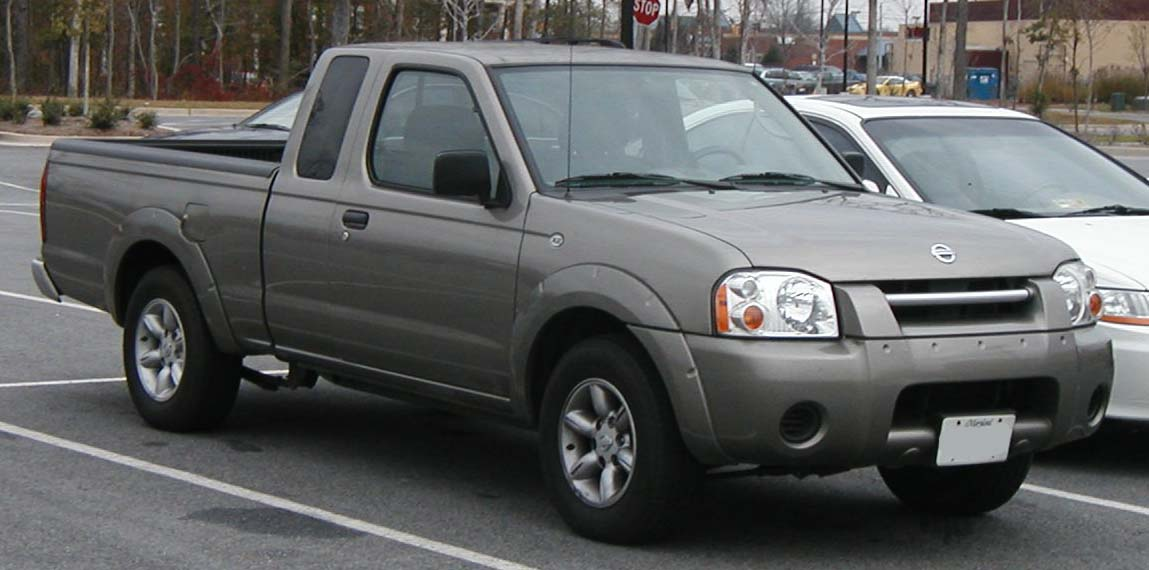
キングキャブ（2001年-2004年モデル）

1998年モデルとして、1997年2月のシカゴオートショーで発表された。
1999年にキングキャブ（エクステンドキャブ）と3.3L級V6エンジンのVG33Eが追加され、翌2000年にはクルーキャブ（ダブルキャブ）が追加された。
2001年、それまでの地味な印象を払拭し、攻勢に転ずるべく、フェイスリフトを行う。若年層に訴えるより大胆なスタイルへと変更され、日産ディーゼルから供給を受けていたUDエンジン搭載の大型車を除き、MA09ERT以来2機種目となる、機械式スーパーチャージャー付のVG33ERを設定した。
2004年にD40型系に置き換えられ、北米向けシングルキャブはこの代が最後となった。

## 2代目 D40型系（2004年 - 2021年）
2004年1月、北米国際オートショーに、D40型系フロンティアを出展。同年、2005年モデルとして登場。
2003年に登場したフルサイズピックアップの「タイタン（A60型）」および、フルサイズSUV「アルマーダ（TA60型）」のプラットフォームであるF-Alphaプラットフォームをベースとする。同年に登場した3代目「パスファインダー（R51型系）」、および「エクステラ（N40型系）」とパワーユニット、ドライブトレインの多くを共用している。
キングキャブおよびクルーキャブの設定がある。キングキャブは跳ね上げ式リアシートを備える。後部座席の下には取り外し可能な収納ボックスが収納され、助手席はフラットに折りたたむことで積載性が向上している（レザートリムモデルを除く）。フロンティアはレザーインテリアと工場装着のサンルーフもオプションで選択可能だった。
当初のグレード体制はキングキャブXE、SE、LE、クルーキャブSE、LEのほかに、NISMOオフロードモデルが存在した。これは北米で初めてのNISMOブランドの車である。このフロンティアNISMOはキングキャブとクルーキャブのボディ構成と4WDと2WDを設定しており、専用ホイールオフロードサスペンションの特別チューニングや、モデル独自の電子制御トラクションコントロールシステムなどパフォーマンス指向のチューニングが施された。
2007年1月18日、タイで「フロンティア ナバラ」として発売。同年、従来のクルーキャブよりも13インチ以上長いベッドを備えたロングベッドモデルと外装色「デザートストーン」が追加された。
2008年2月19日シングルキャブを発表し、3月6日にタイに投入。その後、世界120カ国に投入開始。
2008年、シカゴオートショーに北米スズキ向けにOEM供給される「イクエーター」を出品。D40系フロンティアをベースにオリジナルのフロントマスクを与えられたモデルとなっている。2008年末に発売された。

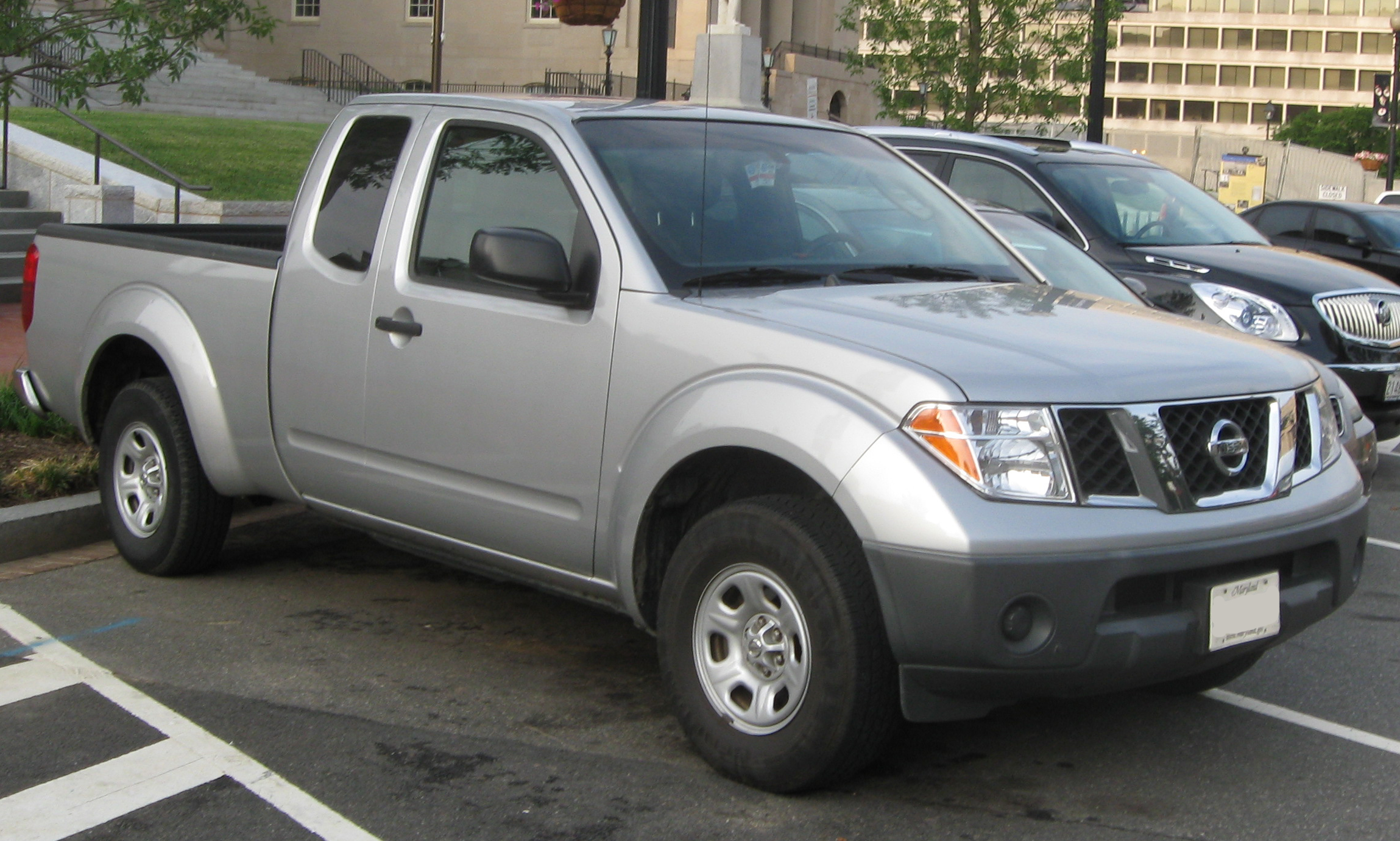
フロンティア キングキャブ XE（2005年 - 2008年モデル）
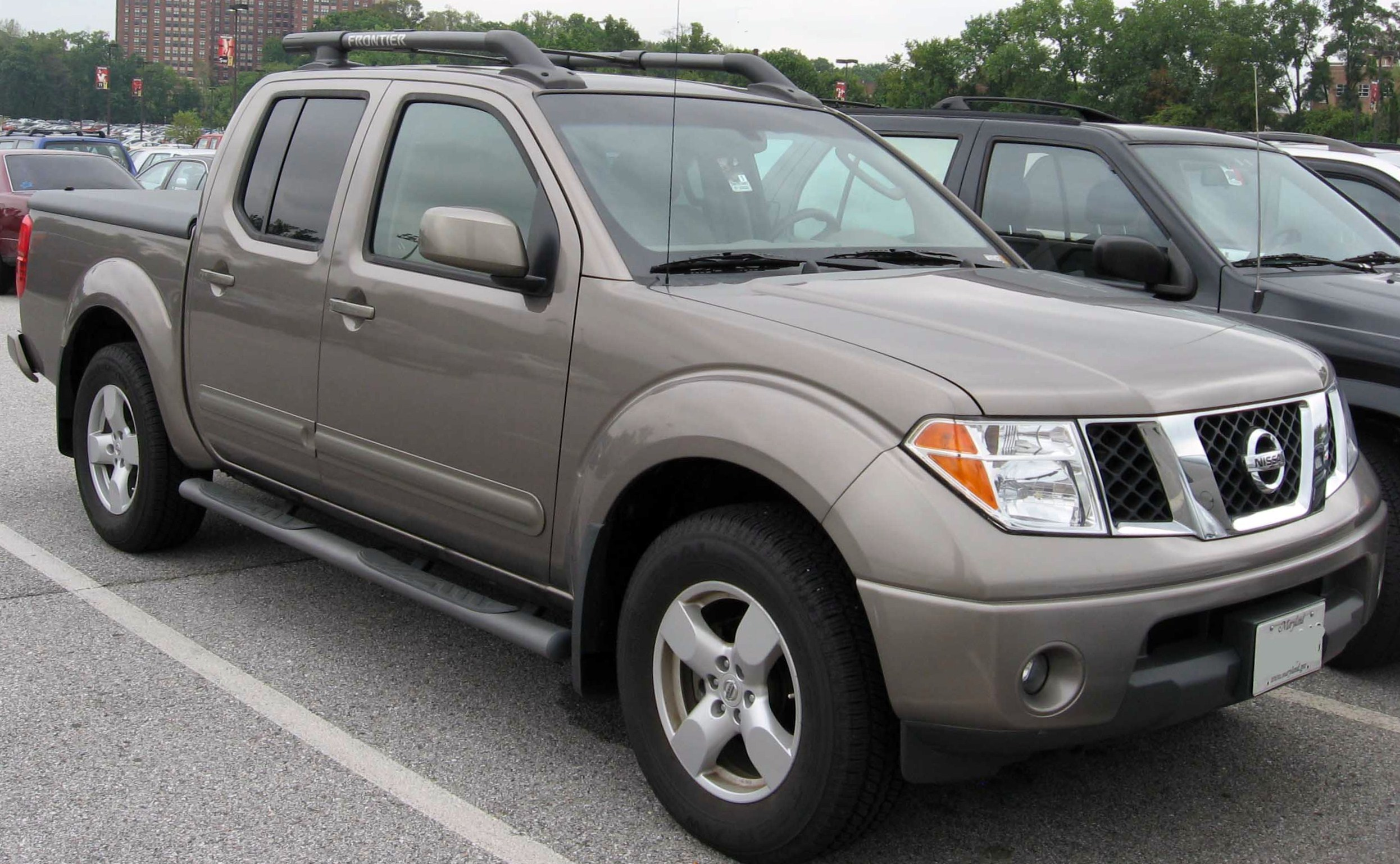
フロンティア クルーキャブ（2005年 - 2007年モデル）
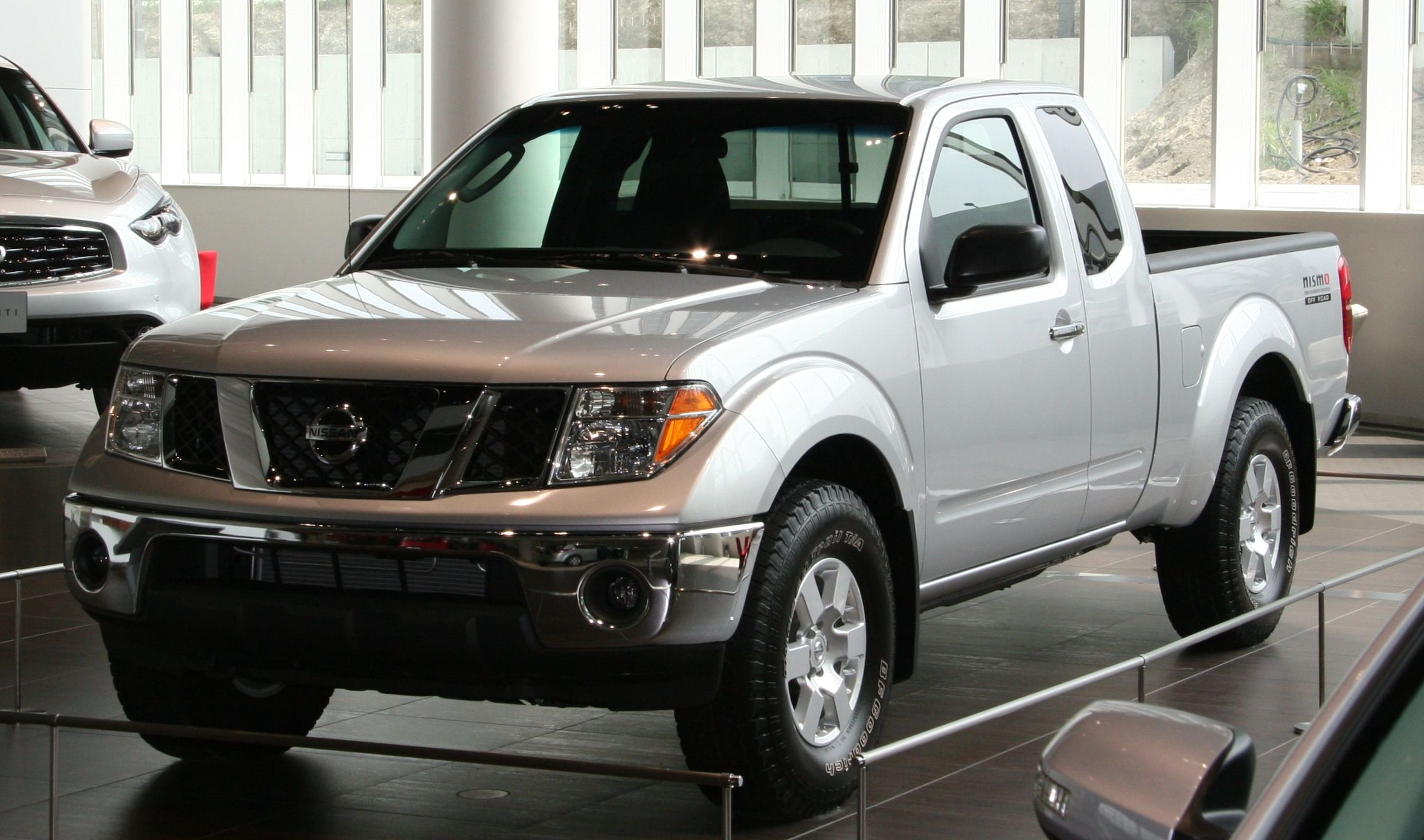
フロンティアNISMO キングキャブ（フロント）
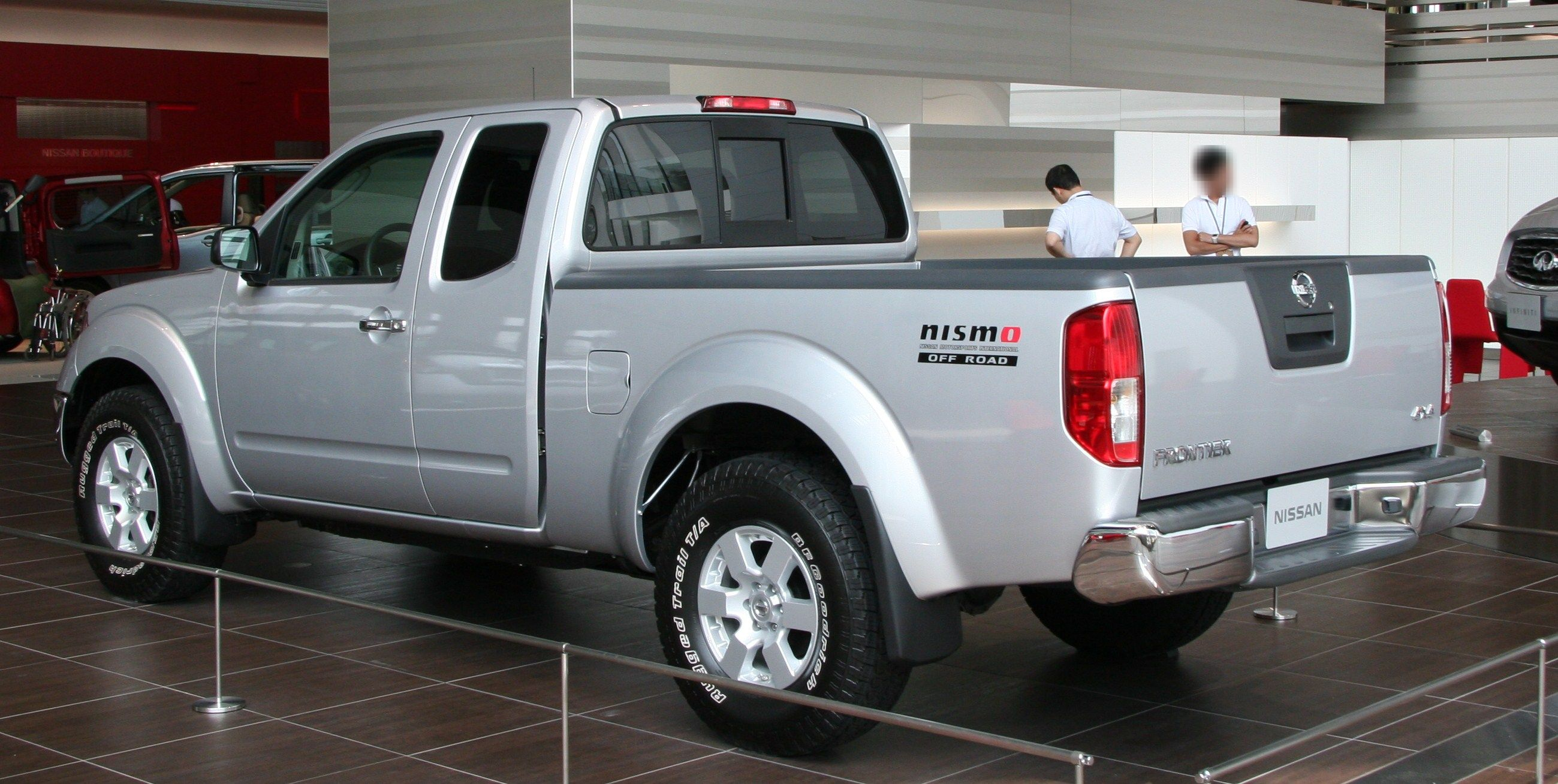
フロンティアNISMO キングキャブ（リア）

### フェイスリフト
北米向けのフロンティアは、2009年モデルで一部のマイナーコンポーネントの形状をアップデートした。ヘッドライトとボンネット、V字型のグリルシェルが微妙に変更されている。バンパーは丸みを帯びて80mm前方に突き出ている。この他にもより多くのオプション、色、および新しいホイールを備えた。従来の上位モデルのNISMOはPRO-4Xモデルに置き換えられた。また、エンジンの性能も調整された。
2011年、グレードのラインナップが改訂された。以前のフロンティアXEはS、SEはSV、LEはSLになった。フロンティアSLはクルーキャブのみ選択可能である。ボディスタイルはキングキャブとクルーキャブ、ドライブラインは4x2と4x4なのは変わらない。
2012年モデルの改良では、キングキャブとクルーキャブSVに新たにスポーツアピアランスパッケージを追加。スポーツアピアランスパッケージには、ダークハイパーシルバー仕上げの18インチアルミ合金ホイールとフロントグリル、ボディカラーのフロントバンパーとリアバンパー、フロンティアロゴの刺繍が施されたスポーツクロスシートトリム、フォグランプ、ボディサイドの「フロンティア」スポーツグラフィック、ホワイトフェイスゲージ、Bluetoothハンズフリー電話システムなどが含まれる。また、4気筒エンジン搭載車に2輪ブレーキリミテッドスリップ（ABLS）とビークルダイナミックコントロール（VDC）を標準装備。外装色にはブリリアントシルバー、メタリックブルー、ラヴァレッドの3色を新たに設定した。
2013年モデルでは、キングキャブとクルーキャブ4x2 ATのラインアップに「Desert Runner」モデルが追加されるなど、多くの改良が加えられた。「Desert Runner」には、16インチのオフロードデザインのアルミ合金ホイール、ビルシュタイン製オフロードショック、Desert Runnerのデカールとバッジなど、特別な装備が用意された。さらに、従来のSVプレミアムユーティリティパッケージに代わり、バリュートラックパッケージが登場した。バリュートラックパッケージでは、SVプレミアムユーティリティパッケージに搭載されていたスプレー式ベッドライナー、フォグランプ、Utiliトラックタイダウン装備などが追加される。また、ほとんどのモデルの燃費は、エンジンのフリクション低減と空力特性の向上により、1ガロンあたり1〜2マイル向上している。
2018年モデルには特別仕様車、ミッドナイトエディションが追加された。。
2020年モデルではパワーウィンドウとロック、プッシュスタート、手動チルトステアリングなどがすべてのトリムレベルに標準装備された。

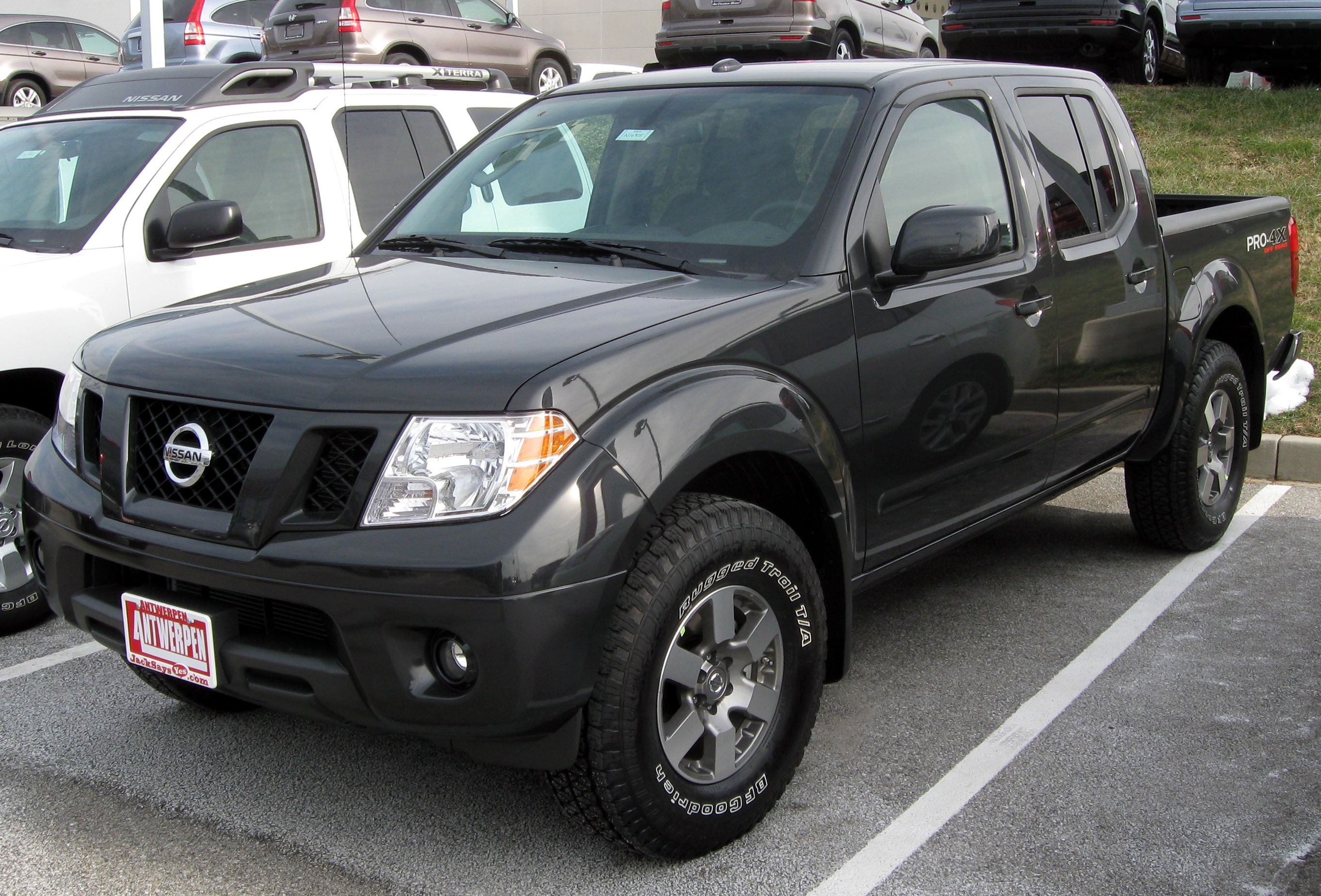
フロンティア クルーキャブ PRO-4X（2011年モデル）
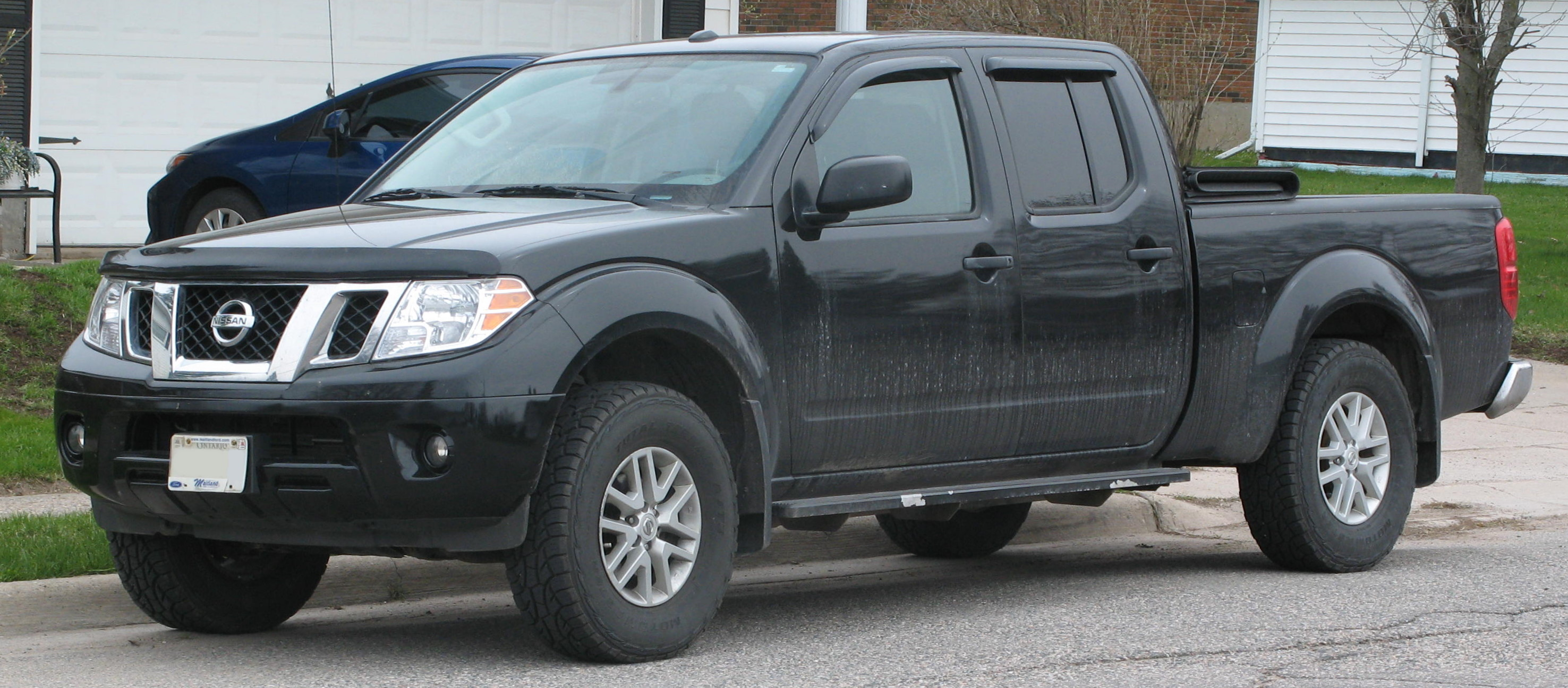
フロンティア クルーキャブ SV 4x4（2017年モデル、フロント）
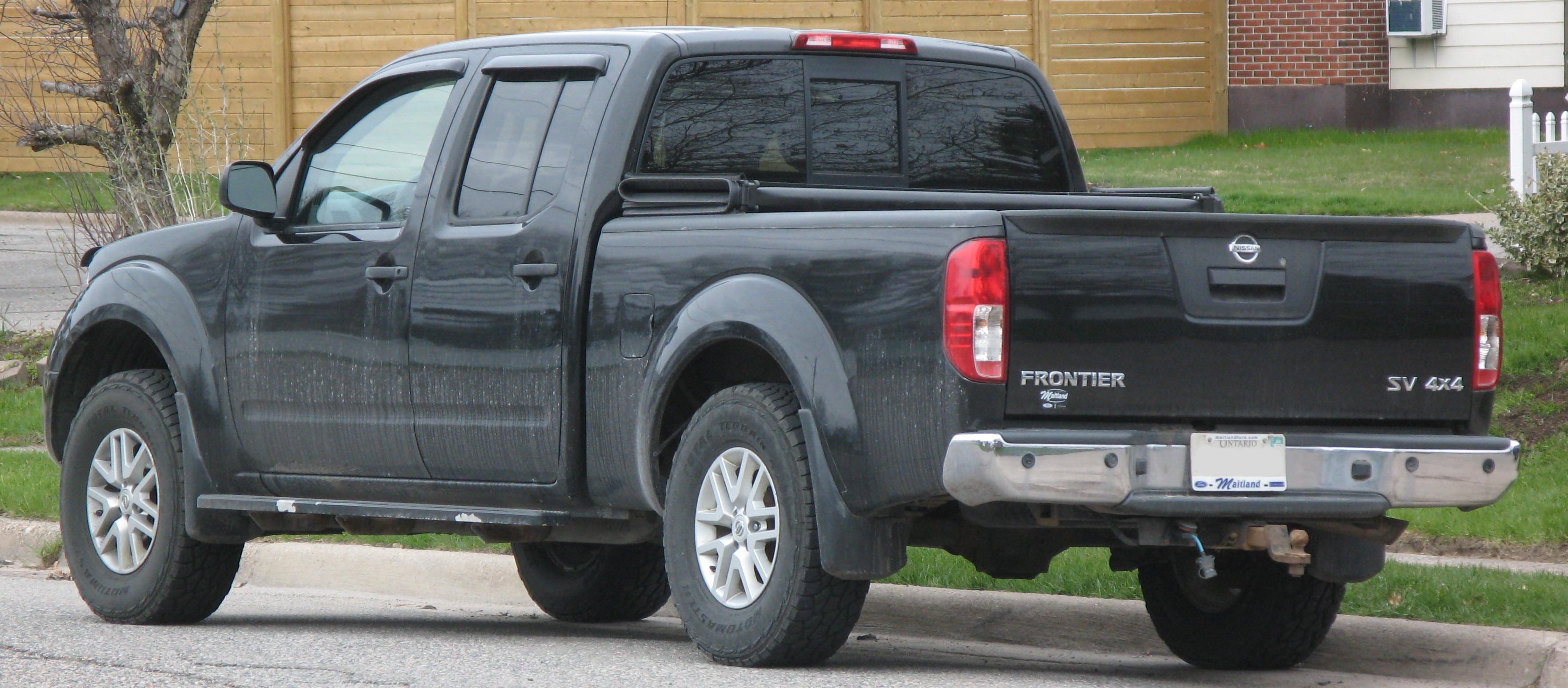
フロンティア クルーキャブ SV 4x4（2017年モデル、リア）

### エンジン
| エンジン             | 排気量   | 最高出力                            | 最大トルク                      | 備考                  |
| -------------------- | -------- | ----------------------------------- | ------------------------------- | --------------------- |
| QR25DE 直列4気筒DOHC | 2,488 cc | 154 hp (115 kW; 156 PS) / 5,200 rpm | 173 lb⋅ft (235 N⋅m) / 4,400 rpm | 2005年 - 2006年モデル |
| QR25DE 直列4気筒DOHC | 2,488 cc | 152 hp (113 kW; 154 PS) / 5,200 rpm | 171 lb⋅ft (232 N⋅m) / 4,400 rpm | 2007年 - 2019年モデル |
| VQ40DE V型6気筒DOHC  | 3,954 cc | 265 hp (198 kW; 269 PS) / 5,600 rpm | 284 lb⋅ft (385 N⋅m) / 4,000 rpm | 2005年 - 2006年モデル |
| VQ40DE V型6気筒DOHC  | 3,954 cc | 261 hp (195 kW; 265 PS) / 5,600 rpm | 281 lb⋅ft (381 N⋅m) / 4,000 rpm | 2007年 - 2019年モデル |
| VQ38DD V型6気筒DOHC  | 3,779 cc | 310 hp (231 kW; 314 PS) / 6,400 rpm | 281 lb⋅ft (381 N⋅m) / 4,400 rpm | 2020年モデル          |

### トランスミッション
2005年モデル以来、5速MTはキングキャブ4気筒モデルでのみ選択可能だった。また、5速ATは当時販売されていたタイタンと同じジヤトコ・RE5R05Aである。
2020年モデルではフロンティアに新しい3.8L V6エンジンと9速ATが搭載され、MTが廃止された。このエンジンは、これまで搭載されていたエンジンの後継にあたり、最高出力は310hp（231kW）を発生するが、トルクは変わらない。9速ATは2代目タイタンと同じもので、後にフェアレディZ（RZ34型）にも搭載された9G-TRONICベースのものである。
| ギア比     | 6速MT                   | 5速MT | 5速AT                  | 9速AT |
| ---------- | ----------------------- | ----- | ---------------------- | ----- |
| 1速        | 4.368                   | 3.58  | 3.842                  | 5.425 |
| 2速        | 2.518                   | 2.08  | 2.353                  | 3.263 |
| 3速        | 1.743                   | 1.36  | 1.529                  | 2.250 |
| 4速        | 1.283                   | 1.00  | 1.000                  | 1.649 |
| 5速        | 1.000                   | 0.81  | 0.839                  | 1.221 |
| 6速        | 0.769                   | —     | —                      | 1.000 |
| 7速        | —                       | —     | —                      | 0.862 |
| 8速        | —                       | —     | —                      | 0.713 |
| 9速        | —                       | —     | —                      | 0.597 |
| 後退       | 3.966                   | 3.64  | 2.764                  | 4.799 |
| ファイナル | 3.537 (4x2) 3.692 (4x4) | 3.58  | 3.133 (4x2) 3.357(4x4) | 3.692 |

### 安全性能
フロンティアは競合車種である三菱・トライトン、いすゞ・D-MAXとともにユーロNCAPの衝突テストを受け、1つ星の評価を受けた。しかし、アップグレードされたコンピューターソフトウェアで再テストした後、グループ内で最低から最高（全体）の3つ星になった。テストで発見された問題の中には、エアバッグの展開の遅れやシートベルトの拘束力の不足などがあったものの、ソフトウェアのアップグレードによって解決した。

#### IIHS
フロンティアは米国道路安全保険協会による試験を、少なくとも2回は受けている。
| テスト項目                                  | 2018             | 2021             |
| ------------------------------------------- | ---------------- | ---------------- |
| スモールオーバーラップフロント(ドライバー)  | Marginal（可）   | Marginal（可）   |
| スモールオーバーラップフロント(助手席)      | Marginal（可）   | —                |
| 適度なオーバーラップフロント                | Good（優）       | Good（優）       |
| サイド(オリジナルテスト)                    | Good（優）       | Good（優）       |
| 屋根強度                                    | Good（優）       | Good（優）       |
| ヘッドレストとシート                        | Acceptable（良） | Acceptable（良） |
| ヘッドライト                                | Poor（不可）     | —                |
| チャイルドシートアンカー(LATCH)の使いやすさ | Marginal（可）   | Acceptable（良） |

### 受賞歴
- 2021年 Edmunds.com 中型トラックトップクラス[15]
- 2011年 米国道路安全保険協会 「フロント、サイド、ルーフ強度評価」 最高評価
- 2011年 Edmunds.com topトップ推奨コンパクトトラック（2011年モデル）[16]
- 2010年 米国運輸省道路交通安全局(NHTSA) 「側面衝突安全評価(5つ星)」[17]
- 2010年 J.D.パワー・アンド・アソシエイツ 「イニシャル・クオリティ・アワード」中型ピックアップ最高ランク[18]

### 生産拠点
アメリカ合衆国
- テネシー州スマーナ（北米日産、2004年 - 2012年）[1]
- ミシシッピ州カントン（北米日産、2012年 - 2020年）

メキシコ
- モレロス州クエルナバカ（メキシコ日産）

ブラジル
- パラナ州サン・ジョゼ・ドス・ピニャイス（英語版）（ルノーブラジル（英語版））

スペイン
- バルセロナ（日産モトール・イベリカ）

タイ
- サムットプラーカーン県（タイ日産）
- チョンブリー県レムチャバン（ミツビシ・モータース・タイランド（英語版）、2012年–2014年）[19]

マレーシア
- クアラルンプール（TCMA（英語版））

## 3代目 D23型系 （2015年 - 2021年）
2015年1月27日、メキシコ工場において新型ピックアップの生産を開始したと発表した。このメキシコで生産される新型ピックアップは、2014年にタイで生産を開始したNP300ナバラと同型であるが、メキシコ国内での車名はNP300フロンティアである。北米には2018年10月時点ではD23型が投入されておらず、先代モデルが継続販売されている。
2018年7月30日、アルゼンチンのコルドバ州にあるサンタ・イザベル工場でNP300フロンティアの生産を開始したことを発表した。今回の生産開始に伴い、アルゼンチン日産は、タイ、中国、メキシコ、スペインに並ぶ同車種のグローバル生産拠点の一つとなり、アルゼンチンにおける主要自動車メーカーとしての地位を固める。新しい組立ラインの年間生産能力は7万台になる予定で、日産とルノー、そしてアライアンスパートナーであるダイムラーにも車両を供給し、その50％は輸出される。ブラジルが、アルゼンチン製のNP300フロンティアの最初の輸入国となる。

## 4代目 （2021年 - ）
2021年2月4日に4代目へのフルモデルチェンジを行い、北米で同年夏より販売を開始することが発表された。車名は3代目のNP300フロンティアから2代目までのフロンティアに回帰される。
外観は2020年にフェイスリフトが行われた4代目ナバラ同様に「インターロックグリル」が採用され、テールランプを立体形状に変更。また、車名ロゴは3代目では荷台左側に装着されていたエンブレムが無くなり、荷台下部の刻印に変更。フロントとリアのエンブレム・ホイールの中央・ステアリングのCIは2020年7月に改定された新CIとなる。
エンジンには9割以上の部品を新開発もしくは改良を行った3.8L 直噴V6エンジンがD40型に引き続き搭載され、トランスミッションにはロックアップ領域の拡大、電動油圧システムの採用、インプットシャフトの長尺化により3代目の5速ATに比べてギアレンジが拡大された9速ATを採用。油圧パワーステアリングはチューニングされ、ステアリング中立付近のフィーリングを改善したほか、ステアリングギア比をクイック化。サスペンションは走行時における振動を大幅に低減された新型の油圧キャブマウントが採用され、ダンピングを制御するため、ミッドサイズのピックアップトラックでは唯一となるウレタン製バンプラバーを搭載。スタビライザーはフロント・リア共に太くなり、車体のロールが軽減された。また、安心した制動力を発揮するため、ABS付の4輪ディスクブレーキも採用された。
4WD車には電子制御パートタイム式の「シフトオンザフライ4WDシステム」が搭載されており、滑りやすい路面でもトラクションを確保する4輪リミテッドスリップ制御を採用。ヒルディセントコントロールも新たに装備されたほか、2WD車を含む全車にヒルスタートアシストも標準装備された。
先進技術や安全性能も多く盛り込まれ、米国向け日産車では初採用となるオフロードモードを備えたインテリジェント アラウンドビューモニターが搭載されたほか、歩行者も検知するインテリジェント エマージェンシーブレーキ、リア自動ブレーキ、ハイビームアシスト、インテリジェント クルーズコントロールなどを装備することが可能で、タイヤ空気圧警報システム、リアドアアラート、8個のエアバッグは全車に標準装備される。
「PRO-4X」（4WD車）と「PRO-X」（2WD車）には専用の特別装備が用意されており、オンロード、オフロードのドライブを快適に過ごせる装備を搭載している。
2022年9月29日、北米日産が2023年モデルを発表した。
2022年11月1日から開催されるSEMAショーではNISMOオフロード・フロンティアV8コンセプトを公開する。
2023年9月23日、4WD車のSLグレードをベースにした特別仕様車「ハードボディエディション」を発表した。その名前の通り、「フロンティア」として初めて名前が与えられた頃への原点回帰とも言えるモデルである。オリジナルの外観を忠実に再現した、3本スポークのヘリテージスタイルの17インチアルミホイールに始まり、アルミニウム製スキッドプレート、ブラックのオーバーフェンダー、ブラックのサイドレール、マッドフラップ、ベッドマウント式のスポーツバーによって、レトロで頑丈な外観を演出する。また、80年代のクルマによく見られた、ブラック塗装のバンパー、ミラー、ドアハンドル、グリルを装備している。日産デザインアメリカのヒレン・パテルによると「初代ハードボディのデザイン要素のいくつかを取り入れ、それらを現代的にアレンジした。初代ハードボディを知らなくても、覚えていなくても『かっこいいトラックだ』と言えるだろう」とのことである。

### 寸法
| グレード | ホイールベース      | 全長                | 全幅               | 全高                                              | 荷台長             | 荷台幅                                                            | 荷台の深さ       | 荷台容積             |
| -------- | ------------------- | ------------------- | ------------------ | ------------------------------------------------- | ------------------ | ----------------------------------------------------------------- | ---------------- | -------------------- |
| S        | 126.0 in (3,200 mm) | 210.2 in (5,339 mm) | 73.0 in (1,854 mm) | 71.5 in (1,816 mm) (4x2) 72.1 in (1,831 mm) (4x4) | 73.3 in (1,862 mm) | 61.4 in (1,560 mm) (最大) 44.5 in (1,130 mm) (ホイールハウスの間) | 19.4 in (493 mm) | 49.6 cu ft (1.40 m3) |
| SV       | 126.0 in (3,200 mm) | 210.2 in (5,339 mm) | 73.0 in (1,854 mm) | 71.3 in (1,811 mm) (4x2) 71.8 in (1,824 mm) (4x4) | 73.3 in (1,862 mm) | 61.4 in (1,560 mm) (最大) 44.5 in (1,130 mm) (ホイールハウスの間) | 19.4 in (493 mm) | 49.6 cu ft (1.40 m3) |

| グレード       | ホイールベース                                      | 全長                                                | 全幅               | 全高                                              | 荷台長                                                                    | 荷台幅                                                            | 荷台の深さ       | 荷台容積                                                                      |
| -------------- | --------------------------------------------------- | --------------------------------------------------- | ------------------ | ------------------------------------------------- | ------------------------------------------------------------------------- | ----------------------------------------------------------------- | ---------------- | ----------------------------------------------------------------------------- |
| S              | 126.0 in (3,200 mm) (SWB) 139.8 in (3,551 mm) (LWB) | 210.2 in (5,339 mm) (SWB) 224.1 in (5,692 mm) (LWB) | 73.0 in (1,854 mm) | 71.8 in (1,824 mm) (4x2) 72.4 in (1,839 mm) (4x4) | 59.5 in (1,511 mm) (スタンダードベッド) 72.7 in (1,847 mm) (ロングベッド) | 61.4 in (1,560 mm) (最大) 44.5 in (1,130 mm) (ホイールハウスの間) | 19.4 in (493 mm) | 40.1 cu ft (1.14 m3) (スタンダードベッド) 49.2 cu ft (1.39 m3) (ロングベッド) |
| SV             | 126.0 in (3,200 mm) (SWB) 139.8 in (3,551 mm) (LWB) | 210.2 in (5,339 mm) (SWB) 224.1 in (5,692 mm) (LWB) | 73.0 in (1,854 mm) | 71.4 in (1,814 mm) (4x2) 72.0 in (1,829 mm) (4x4) | 59.5 in (1,511 mm) (スタンダードベッド) 72.7 in (1,847 mm) (ロングベッド) | 61.4 in (1,560 mm) (最大) 44.5 in (1,130 mm) (ホイールハウスの間) | 19.4 in (493 mm) | 40.1 cu ft (1.14 m3) (スタンダードベッド) 49.2 cu ft (1.39 m3) (ロングベッド) |
| SL             | 126.0 in (3,200 mm) (SWB) 139.8 in (3,551 mm) (LWB) | 210.2 in (5,339 mm) (SWB) 224.1 in (5,692 mm) (LWB) | 74.7 in (1,897 mm) | 71.4 in (1,814 mm) (4x2) 72.0 in (1,829 mm) (4x4) | 59.5 in (1,511 mm) (スタンダードベッド) 72.7 in (1,847 mm) (ロングベッド) | 61.4 in (1,560 mm) (最大) 44.5 in (1,130 mm) (ホイールハウスの間) | 19.4 in (493 mm) | 40.1 cu ft (1.14 m3) (スタンダードベッド) 49.2 cu ft (1.39 m3) (ロングベッド) |
| PRO-X / PRO-4X | 126.0 in (3,200 mm) (SWB) 139.8 in (3,551 mm) (LWB) | 210.2 in (5,339 mm) (SWB) 224.1 in (5,692 mm) (LWB) | 74.7 in (1,897 mm) | 72.3 in (1,836 mm) (4x2) 72.9 in (1,852 mm) (4x4) | 59.5 in (1,511 mm) (スタンダードベッド) 72.7 in (1,847 mm) (ロングベッド) | 61.4 in (1,560 mm) (最大) 44.5 in (1,130 mm) (ホイールハウスの間) | 19.4 in (493 mm) | 40.1 cu ft (1.14 m3) (スタンダードベッド) 49.2 cu ft (1.39 m3) (ロングベッド) |

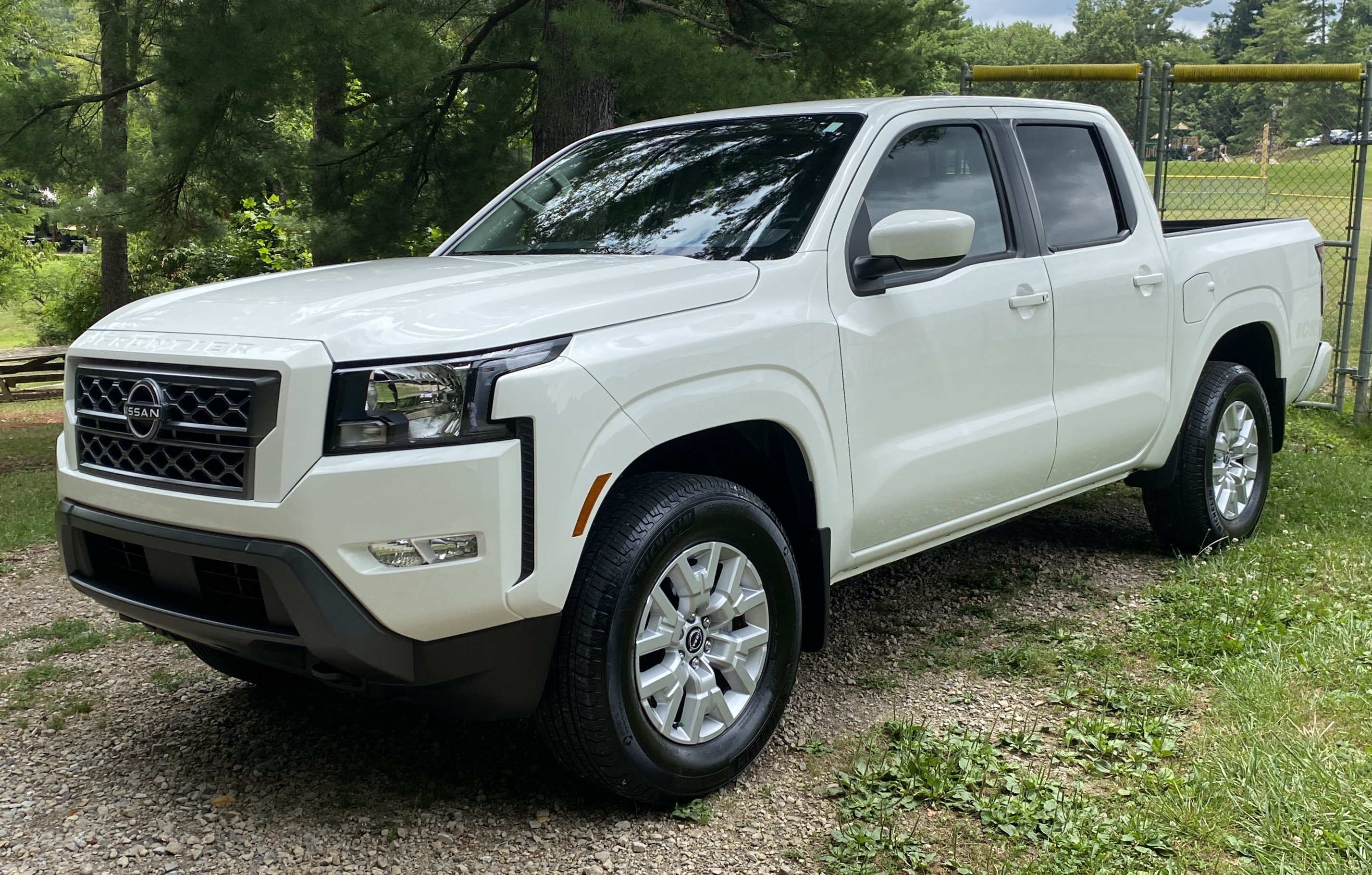
2022年モデル クルーキャブ SV 4x4
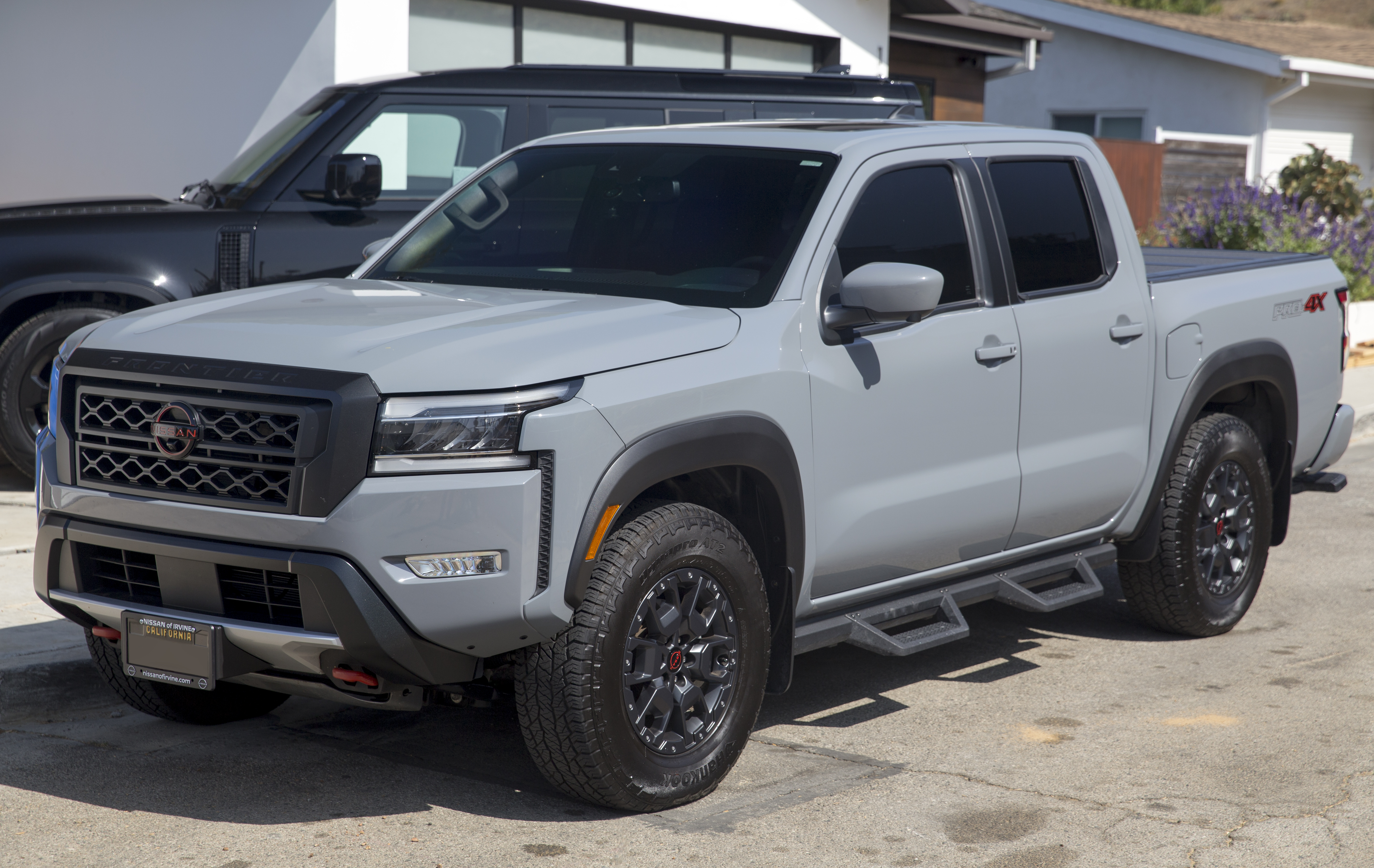
2022年モデル クルーキャブPro-4X (フロント)
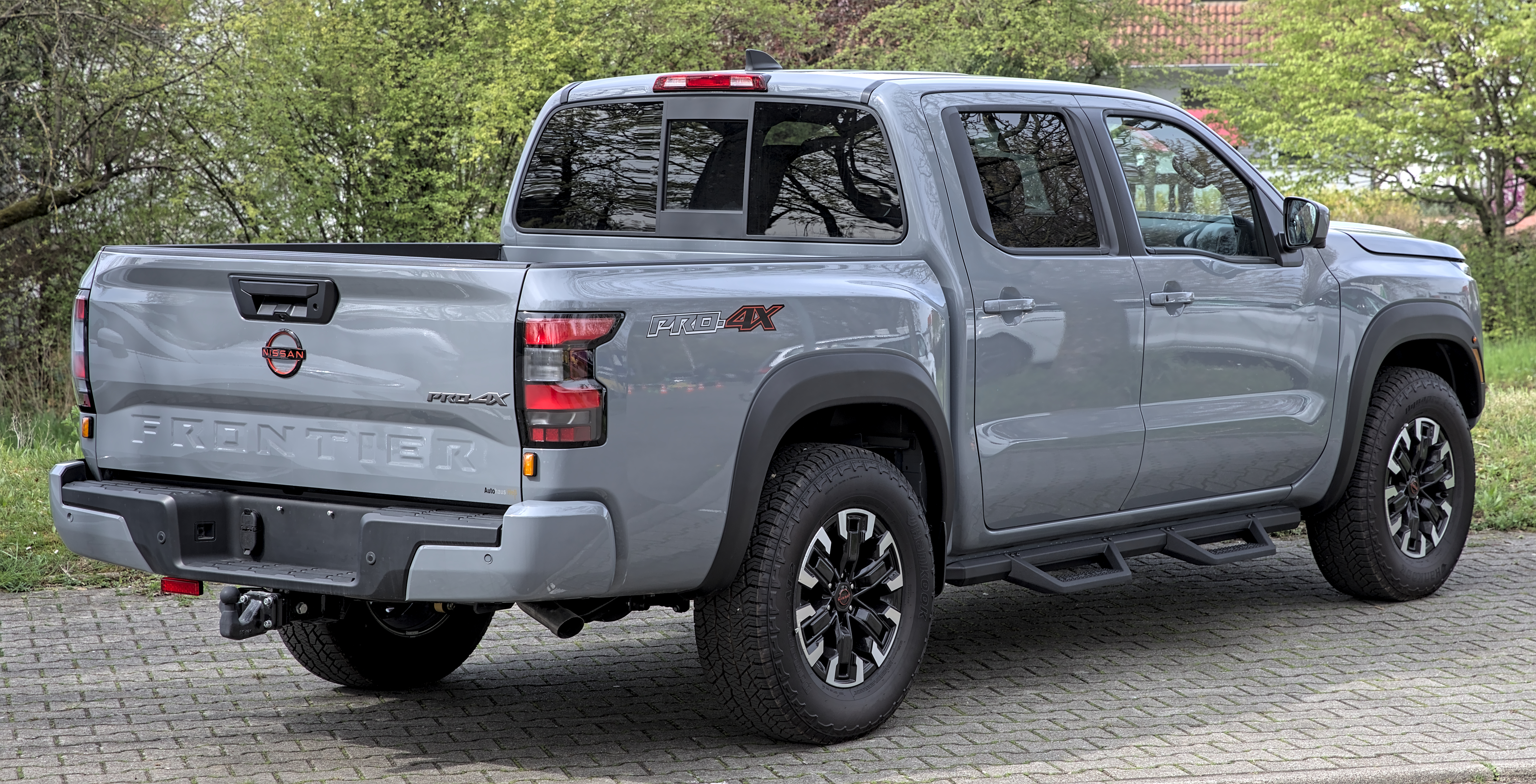
2022年モデル クルーキャブPro-4X (リア)
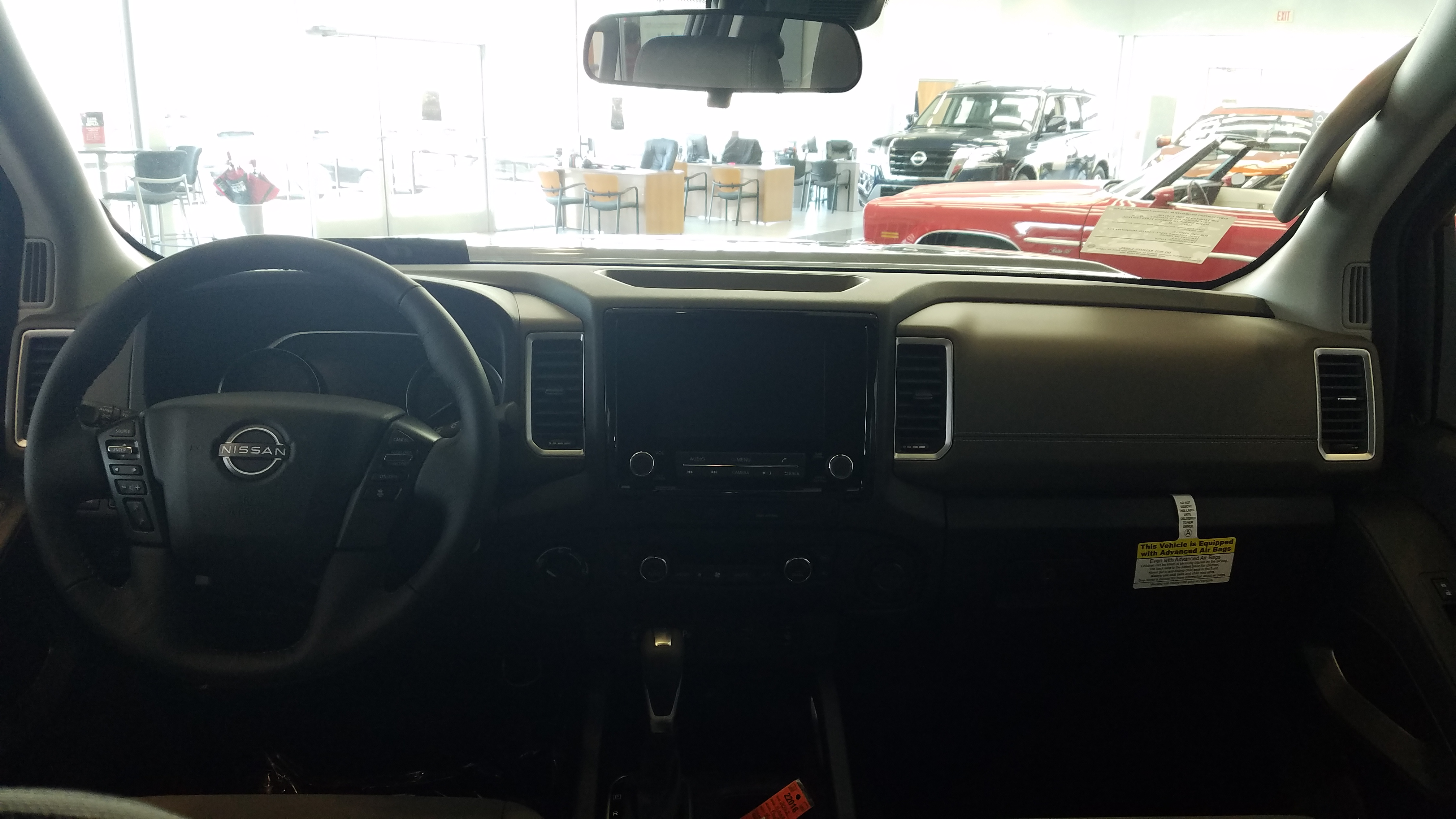
2022年モデル クルーキャブ (インテリア)

## モータースポーツ
2004年
- 1月 - 第26回テレフォニカ・ダカール2004にVQ35DEを搭載し、パトロール、R50型パスファインダーとともに参戦。総合7位入賞。
- 9月 - 第12回「4x4 24時間atエッソンヌ」T1クラスに「ナバラ」が参戦するがリタイヤ。
- 11月 - ヨーロッパ・バハカップ最終戦 バハ・アンタ・ダ・セッラ・ポルタレグレ500に参戦。総合優勝および3位を飾る。
- FIAクロスカントリーラリー・ワールドカップにスポット参戦。

4月 - 開幕戦 第23回ラリーオプティック2000チュニジアに参戦。
6月 - 第2戦 ORPIモロッコラリー2004に参戦。
8月  -第5戦 第2回ラリー・オブ・オリエントにて総合優勝を飾る。
10月 - 第6戦 UAEデザートチャレンジにて総合2位を飾る。
- 南アフリカ・オフロード選手権に「ハードボディV6」が参戦。クラスTドライバーズタイトル獲得。クラスDもドライバーズタイトル獲得。マニュファクチャラーズタイトルを4年連続で獲得。

4月 - 第2戦 ニッサン・シュガーベルト400 総合優勝、クラスTおよびクラスDで優勝を飾る。
6月 - 第3戦 トヨタ1000デザートレース 総合優勝、クラスTおよびクラスDで優勝を飾る。
7月 - 第4戦 2004サンシティ400オフロードレース 総合優勝、クラスTおよびクラスDで優勝を飾る。
8月 - 第5戦 レソト・サン400 1-2-3フィニッシュ、クラスTおよびクラスDで優勝を飾る。
9月 - 第6戦 マフィケング500 1-2フィニッシュ、クラスTおよびクラスDで優勝を飾る。
10月 - 第7戦 トヨタ・ディーラーズ400 1-2フィニッシュ、クラスT優勝を飾る。
11月 - 最終戦 カーニバルシティ・カジノ400 総合3位、クラスT3位を飾る。
- CORR (the Championship Off Road Racing) ルーカスオイル・シリーズに参戦。

7月 - 第6 - 8戦 ルーカスオイル・ハートランド・パーク トピカ・オフロード・チャンピオンシップ（3連戦） カンザス州トピカ 3戦ともプロライトクラス3位入賞。
2005年
3月 - 開幕戦 ニッサン・シュガーベルト400 総合2位を飾る。
4月 - 第2戦 日産ディーラー400・イン・ウェスタンケープ 総合優勝、クラスF優勝を飾る。
6月 - 第3戦 トヨタ1000デザートレース 総合優勝、クラスF優勝を飾り、チーム賞も獲得。
7月 - 第4戦 サンシティ400 総合優勝、クラスF優勝および総合3位、クラスD2位を飾り、マニュファクチャラーズ・チーム賞も獲得。
8月 - 第5戦 レソト・サン400 1-2フィニッシュを飾り、マニュファクチャラーズ・チーム賞を獲得。
9月 - 第6戦 フォード/モトライト・リンポポ400 1-2フィニッシュを飾る。
11月 - 最終戦 フォード・カーニバルシティ400オフロードレース 1-2-3フィニッシュを飾る。
- オフロードレーシング選手権 (CORR) ルーカスオイルシリーズ プロライトクラスに、鋼管パイプフレームにFRPボティを架装し、KA24改エンジンを搭載して参戦。

5月 - 開幕戦・第2戦 I-96スピードウェイCORRラウンズ 開幕戦優勝、3位
6月 - 第3戦・第4戦 第3戦1-2フィニッシュ
2006年
7月 - 米国オフロードレーシング選手権第7戦にて、プロライトクラスで2台が表彰台を獲得。チャド・ホードが2位、アート・シュミットが3位でフィニッシュ。
2009年
- 1月 - 南アフリカ日産自動車製のナバラがダカール・ラリー アルゼンチン〜チリに出場し、スーパープロダクション部門・ガソリンエンジンクラスで1, 2位を独占。総合でも4, 5位に入った。
- 3月 - 南アフリカ・オフロード選手権の開幕戦で1、2、4位を飾る。

2012年
- 7月 - TORCオフロードトラックシリーズに参戦し、プロライトクラスの第7戦でケーシー・カリーが2位、ブラッド・ラベルが3位、ラファエル・ナバロが9位でフィニッシュした。続く第8戦ではラベルが4位、ナバロが6位でフィニッシュ。PRO 2WDクラスの第7戦でサスペンション周りが破損したため、チャド・ホードが11位で終了。続く第8戦では着々と順位を上げていき、ホードは2位でレースをフィニッシュした[29]。